# Джон Преспер Екерт
Джон Пре́спер Е́керт-моло́дший (англ. Eckert J. Presper, Jr.) — американський інженер і винахідник (1946, разом з Дж. Моклі) першого універсального комп'ютера, який є прототипом більшості сучасних комп'ютерів.
Екерт навчався у Вищому електротехнічному училищі при Пенсільванському університеті у Філадельфії, де у 1941 році став бакалавром, а у 1943 році — магістром. Ще студентом, Екерт разом із професором Дж. Моклі зробив кілька корисних розробок у галузі комп'ютерного устаткування.
В 1946 на замовлення уряду вони побудували цифрову обчислювальну машину, яку назвали ENIAC — Electronic Numerical Integrator and Computer. У цьому примітивному на вигляд обчислювальному пристрої (комп'ютері) застосовувалась електрична схема майже подібна до тих, які використовують у всіх сучасних високошвидкісних комп'ютерах. Замість електромеханічних реле у ній як внутрішній запам'ятовуючий пристрій застосовували електронні лампи, що дозволило 1000 раз підвищити швидкодію машини порівняно з швидкодією обчислювальної машини «Марк-1».
Згодом вони почали працювати над новою машиною — EDVAC (Electronic Discret Variable Automatic Computer — електронний автоматичний обчислювач з дискретними змінними), програма якої мала зберігатися у пам'яті комп'ютера. У ролі внутрішньої пам'яті передбачалося використовувати ртутні трубки, що їх застосовували у радіолокації. Ідеї зі створення нової машини були опубліковані Джоном фон Нейманом, котрі згодом і були йому приписані.
1948 року Екерт і Моклі, залишивши університет, заснували власну комп'ютерну фірму, яка представила нову модель ЕОМ — BINAC (Binary Automatic Computer), в якій для зберігання інформації застосовували магнітну стрічку на противагу перфокарті чи перфострічці.
Третя модель ЕОМ від Екерта та Моклі створена у 1951 році — UNIVAC I (Universal Automatic Computer), призначалася на вирішення різноманітних завдань бізнесу. Вона могла вільно обробляти як цифрову, так і символьну інформацію. Перший примірник було передано у Бюро перепису населення США. Потім було створено чимало різних моделей UNIVAC, які застосовували у різних сферах діяльності — UNIVAC був першим серійним комп'ютером. Можна сміливо сказати, що UNIVAC поклав початок комп'ютерному буму.
В 1948-66 роках Екерт отримав 85 патентів, пов'язаних переважно з винаходами у сфері електроніки.
1950 року компанію Екерта придбала фірма Remington Rand, Inc., яка 1955 року, своєю чергою, злилася зі Sperry Rand Corp. (пізніше Unisys Corp.).
1967 року Екерт був обраний членом Національної технічної Академії і нагороджений Національною медаллю за внесок у науку в 1969 році.